# Clemens Brockhaus
Friedrich Clemens Brockhaus, född den 14 februari 1837 i Dresden, död den 10 november 1877 i Leipzig, var en tysk luthersk teolog. Han var son till orientalisten Hermann Brockhaus, systerson till tonsättaren Richard Wagner och bror till juristen Friedrich Brockhaus.
Brockhaus studerade vid universiteten i Jena och Leipzig. Han blev teologie licentiat och filosofie doktor. Han trädde därefter i kyrkans tjänst. År 1867 habiliterade sig Brockhaus i Leipzig inom kyrkohistorien med ett arbete om Nicolaus Cusanus. Samma år blev han privatdocent och 1873 extra ordinarie professor, även detta i Leipzig. Där blev han kvar till sin död vid 40 års ålder.